# Tafsîr As Samarqandî
 (janvier 2018).
Si vous disposez d'ouvrages ou d'articles de référence ou si vous connaissez des sites web de qualité traitant du thème abordé ici, merci de compléter l'article en donnant les références utiles à sa vérifiabilité et en les liant à la section « Notes et références ».
Tafsîr As Samarqandî, appelé aussi Bahr al Ôuloum est un ouvrage d'exégèse du Coran écrit par Abou al-Layth As Samarqandî, un âlem hanafite.
Les principales caractéristiques de cette exègèse du Coran se présentent comme suit:
- Elle rapporte des récits des sahaba et des tabiîn.
- Le manque de suivi des récits. (Isnad).
- Son indifférence face aux qiraât (modes de lecture).
- Elle fait l'explication du Coran par le Coran en cas d'existence de versets susceptibles de remplir ce rôle.
- Elle relate des récits israélites.
- Elle rapporte des hadiths d'après des gens non fiables.(Douâfaâ)

Elle considérée parmi les exégèses où le naql (le principe de mimétisme) l'emporte sur l'âql (l'argumentation). 